# Bombay Sapphire
Bombay Sapphire este o marcă de gin deținută de Bacardi, care a fost lansată pentru prima dată în 1987 de IDV. În 1997 Diageo a vândut marca companiei Bacardi.
Numele băuturii se compune din Bombay, care face referire la popularitatea ginului în India în timpul Indiei Britanice, și sapphire, care se referă la Star of Bombay de la Institutul Smithsonian. Bombay Sapphire este comercializat într-o sticlă de culoarea safirului, iar pe etichetă se află o imagine cu Regina Victoria.

## Legături externe
- Site oficial